# Perdita fallax
Perdita fallax är en biart som beskrevs av Cockerell 1896. Perdita fallax ingår i släktet Perdita och familjen grävbin. Inga underarter finns listade i Catalogue of Life.